# Новоаптула
Новоаптула́ (рос. Новоаптула) — присілок у складі Аромашевського району Тюменської області, Росія.
Населення — 364 особи (2010, 436 у 2002).
Національний склад станом на 2002 рік:
- татари — 99 %